# Маркина Балка
 Маркина Балка — древнее поселение в Усть-Донецком районе Ростовской области.

## История
Городище Маркина Балка расположено около села Маркина Балка в Усть-Донецком районе Ростовской области. Городище было обнаружено рабочими во время строительства в 90-х годах XX века автомагистрали Шахты-Цимлянск. Древнее городище датируется VIII веком нашей эры Хазарского каганата. Его основали осевшие в этих местах кочевники.
Древнее городище, входившее в инфраструктуру Хазарского каганата, расположено ныне между Крымским городищем и Золотыми горками. Ряд городищ, расположенных вдоль Дона и Маныча представляли собой промежуточные селения, которые служили стоянками и опорными пунктами по Великому Шёлковому пути. Одна дорога шёлкового пути вела к Чёрному морю, другая — на Кавказ. Этот самый северный торговый путь пользовался большой популярностью из-за своей безопасности и налаженности торговой инфраструктуры. Южный путь в Средней Азии был небезопасен из-за постоянных войн.
В Маркиной Балке археологами были найдены жернова, выполненные из ракушечника и песчаника, многочисленные ямы под зерно. В некоторых поселениях жители обмазывали ямы глиняными жгутами и обжигали. Это позволяло долгое время использовать ямы. Но в городище Маркина Балка ямы использовали один раз, потом выкапывали другую. Использованную яму применяли как мусорную. Жители городища выращивали зерновые культуры, мололи его в муку, делали дроблёные крупы, которые потом продавали купцам, едущим по северному шёлковому пути. Люди городища жили в полуземлянках. Вблизи поселения не было больших водоёмов, тем не менее археологи нашли здесь много рыбных костей. Скорее всего, некоторые жители артельно занимались рыболовством на Дону. На городище острова Куркина в 2000-х годах были найдены строения рыбаков с Маркиной Балки. Рыбу коптили в тех же ямах, где ранее её хранили, или рядом с ними.
Жители городища Маркиной Балки делали ритуальные жертвоприношения животных. Здесь были обнаружены кости лошади, барана и собак.